# Sigesbeckia
Sigesbeckia è un genere di piante arbustive annuali appartenente alla famiglia Asteraceae.

## Specie diSigesbeckia
Si elencano alcune specie incluse nel genere:
- Sigesbeckia agrestis Poepp. & Endl.
- Sigesbeckia andersoniae B.L.Turner
- Sigesbeckia australiensis D.L.Schulz
- Sigesbeckia blakei (McVaugh & Lask.) B.L.Turner
- Sigesbeckia bogotensis D.L.Schulz
- Sigesbeckia bojeri (DC.) Humbert
- Sigesbeckia fugax Pedley
- Sigesbeckia glabrescens (Makino) Makino
- Sigesbeckia hartmanii B.L.Turner
- Sigesbeckia integrifolia Gagnep.
- Sigesbeckia jorullensis Kunth
- Sigesbeckia nudicaulis Standl. & Steyerm.
- Sigesbeckia orientalis L.
- Sigesbeckia portoriccensis Bertero ex DC.
- Sigesbeckia repens B.L.Rob. & Greenm.

## Etimologia
Sigesbeckia deve il suo nome al botanico Johann Georg Siegesbeck, che avversò la classificazione botanica linneana.